# 신이시가키 공항
신이시가키 공항(일본어: 新石垣空港, IATA: ISG, ICAO: ROIG)은 일본 오키나와현 이시가키시(이시가키섬의 동부)에 위치하고 있는 지방 관리 공항으로 2019년을 기준으로 일본 최남단에 발착하는 공항 중 가장 남쪽에 위치하고 있으나 실질적으로는 요나구니 공항이 남쪽에 자리잡은 것으로 알려져 있다. 애칭은 파이누시마 이시가키 공항(南ぬ島石垣空港)이며 2006년 10월에 공식적으로 착공한 뒤 2013년 3월 7일 정식으로 개항했으며 개항 하루 전에 폐항된 옛 이시가키 공항을 대체하여 건설되었다.

## 특이 사항
2025년 4월 2일까지 국내선 전용 노선만 운영해오다가 하루 뒤인 3일 인천발 진에어 노선과 홍콩발 홍콩 익스프레스 항공 노선을 통해 본격적으로 국제선 운영을 시작했고 이후 같은 해 6월 4일부터는 또 다른 국제선인 타이베이발 중화항공 노선도 본격적인 운영을 시작했다.

## 운항 노선

### 국제선
| 항공사               | 목적지             |
| -------------------- | ------------------ |
| 진에어               | 서울(인천)         |
| 홍콩 익스프레스 항공 | 홍콩(첵랍콕)       |
| 중화항공             | 타이베이(타오위안) |

### 국내선
| 항공사               | 목적지                                                       |
| -------------------- | ------------------------------------------------------------ |
| 일본항공             | 도쿄(하네다)                                                 |
| 일본 트랜스오션 항공 | 오사카(간사이), 오키나와(나하)                               |
| 전일본공수           | 도쿄(하네다), 나고야(주부), 미야코, 오사카(간사이), 후쿠오카 |
| ANA 윙스             | 오키나와(나하)                                               |
| 류큐 에어 커뮤터     | 미야코, 오키나와(나하), 요나구니                             |
| 솔라시드 항공        | 오키나와(나하)                                               |
| 피치 항공            | 도쿄(나리타), 오사카(간사이)                                 |